# Lažany (kraj południowoczeski)
Lažany – miejscowość i gmina (obec) w Czechach, w kraju południowoczeskim, w powiecie Strakonice. W 2022 roku liczyła 53 mieszkańców.